# 로빈 해리스
로빈 해리스(Robin Harris, 1953년 8월 30일 ~ 1990년 3월 18일)는 미국의 배우, 성우이다.
시카고에서 태어났으며 시카고에서 사망하였다. 사인은 심근 경색이다.

## 영화
- 하우스 파티 (1990년)
- 모베터 블루스 (1990년)
- 할렘 나이트 (1989년)
- 똑바로 살아라 (1989년)